# Liste der Wappen in Regensburg
Die Liste der Wappen in Regensburg zeigt die Wappen in der bayerischen Stadt Regensburg.

## Regensburg

Stadt Regensburg In Rot zwei schräg gekreuzte silberne Schlüssel.

- Stadt
Regensburg
In Rot zwei schräg gekreuzte silberne Schlüssel.

## Ehemalige Gemeinden mit eigenem Wappen

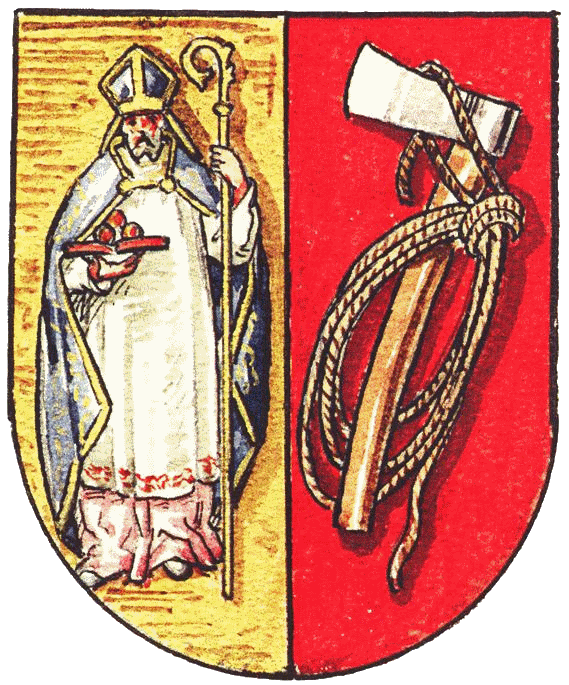
Gemeinde Reinhausen
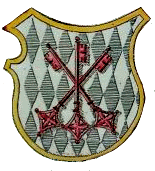
Stadt Stadtamhof